# Larissa Alexandrowna Zhao
Larissa Alexandrowna Zhao (russisch Лариса Александровна Чжао, engl. Transkription Larisa Chzhao, russisch Чжао Tschschao; * 4. Februar 1971) ist eine russische Mittelstreckenläuferin, deren Spezialstrecke die 800 Meter sind.
Ihre mit Abstand erfolgreichste Saison hatte sie 2005, als sie zunächst in der Halle russische Meisterin wurde, bei den Halleneuropameisterschaften in Madrid siegte, bei den Weltmeisterschaften in Helsinki Sechste wurde und schließlich beim Leichtathletik-Weltfinale auf den fünften Rang kam.

## Persönliche Bestzeiten
- 800 m: 1:57,33 min, 11. Juli 2005, Tula
  - Halle: 1:57,53 min, 23. Januar 2005, Moskau